# Losers Cirque Company
Losers Cirque Company je český divadelní spolek věnující se žánru nový cirkus. Tato akrobatická skupina je produkčním projektem společnosti United Arts Petra Horníčka a Zdeňka Moravce (duo DaeMen). Jedná se o stálý tým herců, tanečníků a akrobatů, který si zve ke spolupráci další etablované umělce z různých oborů a společně připravují jedinečné projekty. Ve své tvorbě se snaží překračovat hranice mezi jednotlivými žánry, jejich představení jsou proto často kombinací akrobacie, tance, pantomimy, živé hudby, light designu a projekcí.
Novocirkusová skupina Losers Cirque Company byla založena v roce 2014, v roce, ve kterém mělo premiéru jejich debutové představení The Loser(s). Název tohoto představení následně vedl k založení stálé akrobatické skupiny. V roce 2020 měl tento divadelní spolek na svém kontě celkem devět celovečerních představení, z nichž osm stále reprízuje v Čechách i v zahraničí.[zdroj?]
Novou domovskou scénou Losers Cirque Company je Divadlo BRAVO! (bývalé Branické divadlo), které dostal tento divadelní spolek do pronájmu od městské části Praha 4 na začátku roku 2020.

## Představení

### The Loser(s)
Novocirkusové představení The Loser(s) je vytvořeno na motivy básně Anny Marie Mlezivové Osudový stín, představení chce být současnou reflexí faktu, že v dnešním zrychleném tempu společnosti mnoho lidí ztrácí svoji osobnost a vizi svého jak soukromého, tak partnerského života. Klade si několik otázek: "Kde se nalézají naše hranice?", "Kdo je naším vzorem? Naší láskou a partnerem?". Samotný název představení odkazuje na skutečnost, že vedle výher přináší život také prohry, slovo loser v překladu znamená „ten, který prohrál nebo také ten, komu se nedaří; neúspěšný člověk“. Celé představení je doprovázeno živou hudbou v podání beatboxera, zpěváka a herce Ondřeje Havlíka (umělecký pseudonym En.dru).
Inscenační tým: scénář, režie a choreografie: Jarek Cemerek; akrobatické sestavy: Petr Horníček; kostýmy: Andrea Rubin Smělíková, Eva Suchánková; body drumming: Carli Jefferson, hudba: Ondřej Havlík – En.dru
Účinkující: žena: Jana Vrána / Zuzana Havrlantová; její alter ego: Jana Telcová; vyvolený lúzr: Matyáš Ramba, lúzři: Petr Horníček / Jiří Bělka, Jindřich Panský, Lukáš Macháček, Vítězslav Ramba; letuška a komentátor: Ondřej Havlík – En.dru
Premiéra: 18.8.2014 na festivalu Letní Letná

### Walls & Handbags
Inscenační tým: námět: Marija Pavlović (SRB); libreto, režie a choreografie: Jana Burkiewiczová; režie a dramaturgie: SKUTR (SK/CZ); výprava: Adriana Černá; hudba: Petr Kaláb; návrh akrobatických modulů: Petr Horníček, Zdeněk Moravec; asistent režie, herecká supervize: Željko Maksimović (SRB); světla: Michal Bláha; zvuk: Marián Starý; produkce: United Arts
Účinkující: Petr Horníček, Lukáš Macháček, Matyáš Ramba, Vítězslav Ramba, Jindřich Panský a Kryštof Unger
Premiéra: 17.8. 2015 na festivalu Letní Letná

### Beach Boy(s)
Inscenační tým: námět: Jiří Havelka, Petr Horníček; režie: Jiří Havelka; dramaturgická spolupráce: Zdeněk Janáček; asistent režie, herecká supervize: Tomsa Legierski; choreografie: Linda Rančáková; scénografie: Petr Horníček; scénografická spolupráce: Dáda Němeček; kostýmy: Lucie Červíková; hudba: Igor Ochepovsky; zvuk: Marián Starý; světla: Michal Bláha; produkce: United Arts
Účinkující: Petr Horníček, Lukáš Macháček, Matyáš Ramba, Vítězslav Ramba, Jindřich Panský, Kristýna Pálešová
Premiéra 19. 8. 2016 na festivalu Letní Letná

### Kolaps
Inscenační tým: scéna: Petr Horníček, Štěpán Kuklík, Amar Mulabegovič; animace: Amar Mulabegovič, Jan Šíma – Hyperbinary; light design: Amar Mulabegovič, Michal Bláha; kostýmy: Lucie Červíková; hudba: Vladimír Mikláš, Josefina Žampová; zvuk: Karel Mařík; produkce: United Arts
Účinkující: Petr Horníček, Lukáš Macháček, Matyáš Ramba, Vítězslav Ramba, Jana Telcová, Kristýna Stránská, Martina Illichová, Nikola Kopáčová, Ondřej Sochůrek, Mates Petrák, Jiří Bělka, Josefina Žampová, Vladimír Mikláš, Miloš Klápště, Michael Nosek
Premiéra 31. 8. 2017 na festivalu Letní Letná

### Vzduchem
Inscenační tým: Námět a choreografie: Matyáš Ramba; hudba: Vladimír Mikláš; scéna: Petr Horníček; kostýmy: Lucie Červíková; light design: Michael Bláha; produkce: United Arts; režijní supervize: SKUTR; zvuk: Karel Mařík
Účinkující: Kristýna Stránská, Vítězslav Ramba, Tomáš Pražák, Naim Ashab, Michal Heriban, Vladimír Mikláš
Premiéra 23. 8. 2018 na festivalu Letní Letná

### EGO
Inscenační tým: choreografie: Radim Vizváry; hudba: Igor Ochepovsky; animace: Amar Mulabegovič; kostýmy: Petra Vlachynská; light design: Michael Bláha, Amar Mulabegovič; režijní supervize: Daniel Špinar; zvuk: Karel Mařík; produkce: United Arts
Účinkující:  Petr Horníček, Jindřich Panský, Igor Ochepovsky
Premiéra 24. listopadu 2018 v divadle La Fabrika

### Heroes
Inscenační tým: režie: Daniel Špinar; choreografie: Radim Vizváry; hudba: Ivo Sedláček; kostýmy: Petra Vlachynská; scéna: Petr Horníček; light design: Michael Bláha, Amar Mulabegovič; zvuk: Karel Mařík; produkce: United Arts 
Účinkující: Radim Vizváry, Jindřich Panský, Matyáš Ramba, Vítězslav Ramba, Lukáš Macháček, Jiří Bělka, Mates Petrák, Jana Telcová, Kristýna Stránská, Martina Illichová, Nikola Kopáčová
Premiéra 23. 8. 2019 na festivalu Letní Letná

### Mimjové
Inscenační tým: režie: Radim Vizváry; scénář: Matěj Randár, Radim Vizváry, Petr Horníček; dramaturgie: Matěj Randár; hudba: Ivo Sedláček; kostýmní výtvarník: Marek Cpin; design zvířat: Tomáš Martin; scénografie: Petr Horníček; light design: Michael Bláha; zvuk: Karel Mařík; produkce: United Arts
Účinkující: královna: Vanda Hybnerová / Eva Leinweberová; mimstr: Radim Vizváry; mimjové: Jindřich Panský, Matyáš Ramba, Mates Petrák
Premiéra 20. 3. 2020